# Arethas von Caesarea
Arethas von Caesarea (griechisch Ἀρέθας Aréthas; * um 860 in Patras, Griechenland; † nach 944) war Erzbischof von Kaisareia (lateinisch Caesarea) in Kappadokien (heute Kayseri in der Türkei). Er gilt als einer der gelehrtesten Theologen der orthodoxen Kirche.
Über Arethas’ Jugend ist wenig bekannt. Er war ein Schüler von Leon dem Mathematiker und möglicherweise auch von Photios und wurde in Konstantinopel zum Diakon geweiht. Im Jahr 902 oder 903 wurde er Erzbischof von Caesarea. In dieser Stellung vertrat er theologisch die Orthodoxie des Photios.
Für die Literaturgeschichte bedeutsam ist Arethas durch seine Handschriftensammlungen und Scholien zu kirchlichen und weltlichen Schriftstellern. Zu den wertvollsten Codices, die für ihn angefertigt wurden, gehören der Codex Parisinus Graecus 451, durch den ein großer Teil der griechischen Apologeten überliefert ist, und der Codex Clarkianus, der die meisten Werke Platons enthält und für diese einer der wichtigsten Textzeugen ist. Die Scholien im Codex Clarkianus hat Arethas nach der traditionell vorherrschenden Meinung eigenhändig eingefügt, doch nach neueren Forschungsergebnissen stammen sie wohl aus der spätantiken Vorlage der Handschrift. Auch weitere griechische Klassiker wie Euklid sind durch Arethas überliefert.
Arethas verfasste zahlreiche Auslegungen biblischer Texte, insbesondere einen Kommentar zur Apokalypse des Johannes, in dem er den älteren Kommentar des Andreas von Caesarea ergänzte, vertiefte und korrigierte. Auf Wunsch von Kaiser Romanos I. schrieb er eine Widerlegung des Islams in Gestalt eines Briefs an den Emir in Damaskus. Darin ging er ausführlich auf den Konflikt um die Trinität ein.   

## Ausgaben und Übersetzungen
- Karl Förstel (Hrsg.): Schriften zum Islam von Arethas und Euthymios Zigabenos und Fragmente der griechischen Koranübersetzung (= Corpus Islamo-Christianum, Series Graeca, Bd. 7). Harrassowitz, Wiesbaden 2009 (griechisch und deutsch; enthält den Brief des Arethas an den Emir in Damaskus)